# Karel Kučera (historik)
Karel Kučera (10. července 1932 Praha – 5. února 1990 Praha) byl český historik a archivář.

## Život
Vystudoval Filozofickou fakultu Univerzity Karlovy, v letech 1956–1970 působil v Archivu Univerzity Karlovy a Ústavu pro dějiny Univerzity Karlovy, poté až do roku 1989 pracoval jako dokumentarista Právnické fakulty Univerzity Karlovy.
Věnoval se především dějinám pražské univerzity, patřil do autorského kolektivu tvůrců Stručných dějin Univerzity Karlovy. Patřil k předním badatelům dějin české politiky v 19. a 20. století, zaměřil se zejména na osobnosti F. L. Riegra, T. G. Masaryka či Kamila Krofty. V době normalizace organizoval činnost Historického klubu a zasloužil se tak o kontinuitu demokratických tradic české historiografie. V roce 1988 se podílel na obnovení činnosti Masarykovy společnosti a na začátku roku 1990 byl jmenován ředitelem obnoveného ústavu T. G. Masaryka.
V roce 1992 mu byl udělen Řád T. G. Masaryka IV. třídy in memoriam.